# Mary (gromada)
Mary – dawna gromada, czyli najmniejsza jednostka podziału terytorialnego Polskiej Rzeczypospolitej Ludowej w latach 1954–1972.
Gromady, z gromadzkimi radami narodowymi (GRN) jako organami władzy najniższego stopnia na wsi, funkcjonowały od reformy reorganizującej administrację wiejską przeprowadzonej jesienią 1954 do momentu ich zniesienia z dniem 1 stycznia 1973, tym samym wypierając organizację gminną w latach 1954–1972.
Gromadę Mary z siedzibą GRN w Marach (w obecnym brzmieniu Morawy) utworzono – jako jedną z 8759 gromad na obszarze Polski – w powiecie kwidzyńskim w woj. gdańskim na mocy uchwały nr 19/III/54 WRN w Gdańsku z dnia 5 października 1954. W skład jednostki weszły obszary dotychczasowych gromad Mary, Klasztorek i Otoczyn (bez obszaru działek poregulacyjnych Nr Nr 32, 40–47 i 50–58) oraz miejscowość Gilwa z południowej części dotychczasowej gromady Gilwa ze zniesionej gminy Wandowo w tymże powiecie. Dla gromady ustalono 14 członków gromadzkiej rady narodowej.
1 stycznia 1959 gromadę zniesiono, włączając jej obszar do gromady Krzykosy w powiecie kwidzyńskim w woj. gdańskim (miejscowości Mary, Nowa Wioska, Klasztorek, Klasztorne, Międzylesie, Otoczyn i Podgórze) oraz do gromady Trumiejki w powiecie suskim w woj. olsztyńskim (miejscowości Gilwa i Zagaje).